# Max Klein (Bildhauer)

Max Klein

Max Klein (* 27. Januar 1847 in Gönc, Komitat Abaúj; † 6. September 1908 in Grunewald bei Berlin) war ein deutscher Bildhauer und Medailleur.

## Leben

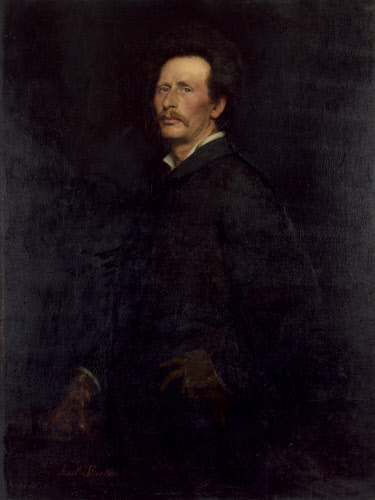
Karl Stauffer-Bern: Porträt Max Klein, 1881

Max Klein wuchs als Sohn jüdischer Eltern in ärmlichen Verhältnissen auf. Nach der Schulzeit erlernte er zunächst das Uhrmacherhandwerk und arbeitete anschließend in der Pester Werkstatt des Bildhauers Ferenc Szandház und dessen Bruders und Mitarbeiters Károly Szandház. Ab 1865 studierte Klein für kurze Zeit an der Königlich Preussischen Akademie der Künste in Berlin, die er aber aus finanziellen Gründen verlassen musste. Zur Weiterbildung ging Max Klein 1869 nach Rom, wo er sich dem Deutschen Künstlerverein anschloss, dessen Mitglied er bis 1870 war. Über Breslau, Wien und München ging er 1874 nach Berlin und arbeitete dort an der Berliner Kunstakademie im Atelier des Malers Carl Steffeck. Nach einer zweiten Romreise lebte er als einer der ersten Bewohner der Villenkolonie Grunewald dauerhaft in Berlin. 1886 ließ sich Klein einbürgern und heiratete im selben Jahr Eva Dohm, die jüngste, mit Martha Fontane befreundete Tochter des Chefredakteurs beim Satireblatt „Kladderadatsch“, Ernst Dohm, und der Schriftstellerin Hedwig Dohm. Max und Eva Kleins 1886 geborene Tochter Mira war von 1909 bis 1923 mit dem Psychologen Kurt Koffka verheiratet. Im Jahr 1901 bekam Max Klein den preußischen Professorentitel verliehen.

## Werk
Mit einem Gipsmodell der Brunnenfigur Fischers Traum debütierte Klein 1877 auf der Berliner Akademieausstellung, aber erst mit seiner 1879 geschaffenen Bronzegruppe Herkules mit dem Nemeïschen Löwen ringend sorgte er in Kunstkreisen für Aufsehen. Dagegen fand ein weiteres Frühwerk im Stil des neobarocken Realismus, Der Anachoret, weniger Beifall. Anklang fand auch die 1897 fertiggestellte Bronzegruppe Fürst Bismarck mit seinem Hunde Tyras für den Bismarckplatz in Berlin-Grunewald,  die seinerzeit als Kampfruf gegen den Akademismus betrachtet wurde. Seine Marmorfigur Loreley, die 1899 ein Kunstfreund erwarb und dem preußischen Staat schenkte, kam im „Schönen Brunnen“ im Säulenhof vor der Alten Nationalgalerie zur Aufstellung. 1900 nahm er mit der Statue Simson, gefesselt und geblendet an der Großen Berliner Kunstausstellung teil. Sein letztes Werk, ein Denkmal zu Ehren des Schriftstellers Theodor Fontane, konnte Max Klein nicht mehr zu Ende führen. Nach seinem Tod 1908 vollendete Fritz Schaper die Standfigur, deren Enthüllung zwei Jahre später am Rand des Berliner Tiergartens stattfand. Eine Kopie in Kunststein ersetzt heute das Original, das als Depositum in der Großen Halle des Märkischen Museums aufgestellt ist. Neben der Arbeit an freistehenden Skulpturen und -gruppen galt seine Vorliebe der dekorativen Bau- und Brückenplastik sowie Porträtbüsten.
Nach der Akademieausstellung erhielt er den Auftrag zwei Nischenfiguren der Philosophen Plato und Aristoteles für die Front des Joachimsthalschen Gymnasiums in Berlin-Wilmersdorf anzufertigen, die er 1881 in Sandstein ausführte. Acht Reliefs den Kampf des Wasserbaumeisters mit den Mächten der Tiefe darstellend, waren an der nicht erhaltenen 1877 bis 1879 errichteten Kronprinzenbrücke im Berliner Bezirk Mitte angebracht, und von ihm geschaffene Vasen, Obelisken und Sphingen aus Buntsandstein zieren seit 1897 bis heute die Bismarckbrücke in der Villenkolonie Grunewald. In Zusammenarbeit mit anderen Bildhauern war Max Klein zudem an der Ausschmückung der Potsdamer Brücke in Berlin-Tiergarten beteiligt. Von den vier an den Brückenköpfen sitzenden Bronzeskulpturen bekannter Wissenschaftler, schuf er 1898 die Figur des Physikers Hermann von Helmholtz. Die in der Kunstgießerei Lauchhammer ausgeführten Kunstwerke wurden 1942 zu Rüstungszwecken eingeschmolzen. Weiteren Bauschmuck schuf Max Klein für das Südportal des Reichstagsgebäudes mit der Allegoriengruppe Die Stärke und ein Figurenfries Erhebung des deutschen Genius am 1882–1884 von den Berliner Architekten Gustav Ebe und Julius Benda erbauten Palais Mosse, Leipziger Platz 15. Ebenso wurde er an der Ausschmückung des Neubaus der Kaiser-Wilhelms-Akademie an der Invalidenstraße (heute Sitz des Bundesministeriums für Wirtschaft und Technologie) hinzugezogen, wo er in Zusammenarbeit mit Otto Lessing und Albert Manthe ab 1903 an der Bauplastik mitarbeitete.
Von den in Auftrag genommenen Büsten fertigte er für die Berliner Ruhmeshalle die Bildnisse des preußischen Generals August von Werder und des preußischen Generalfeldmarschalls Edwin von Manteuffel. Weitere gestaltete er von dem Cellisten David Popper, dem Philosophen Friedrich Nietzsche, dem Schriftsteller Theodor Fontane, dem Philosophen Fritz Mauthner, dem Arzt James Israel, dem Dichter Stefan George und einigen mehr. Eine Replik der Büste von Kleins Ehefrau erwarb 1887 die österreichische Kaiserin Elisabeth.

„Obwohl sich K.[lein] selbst in prinzipiellen Gegensatz zu der Richtung eines R. Begas gestellt sehen wollte, fügen sich sein Stil – virtuose Modellierung, die namentlich in der Wiedergabe des Stofflichen zum Ausdruck kommt – und die anmutige, etwas allzu liebenswürdige Auffassung seiner Frauenfiguren [...] doch zwanglos der in Berlin um die Jahrhundertwende herrschenden Richtung der Begasschule ein.“

## Galerie

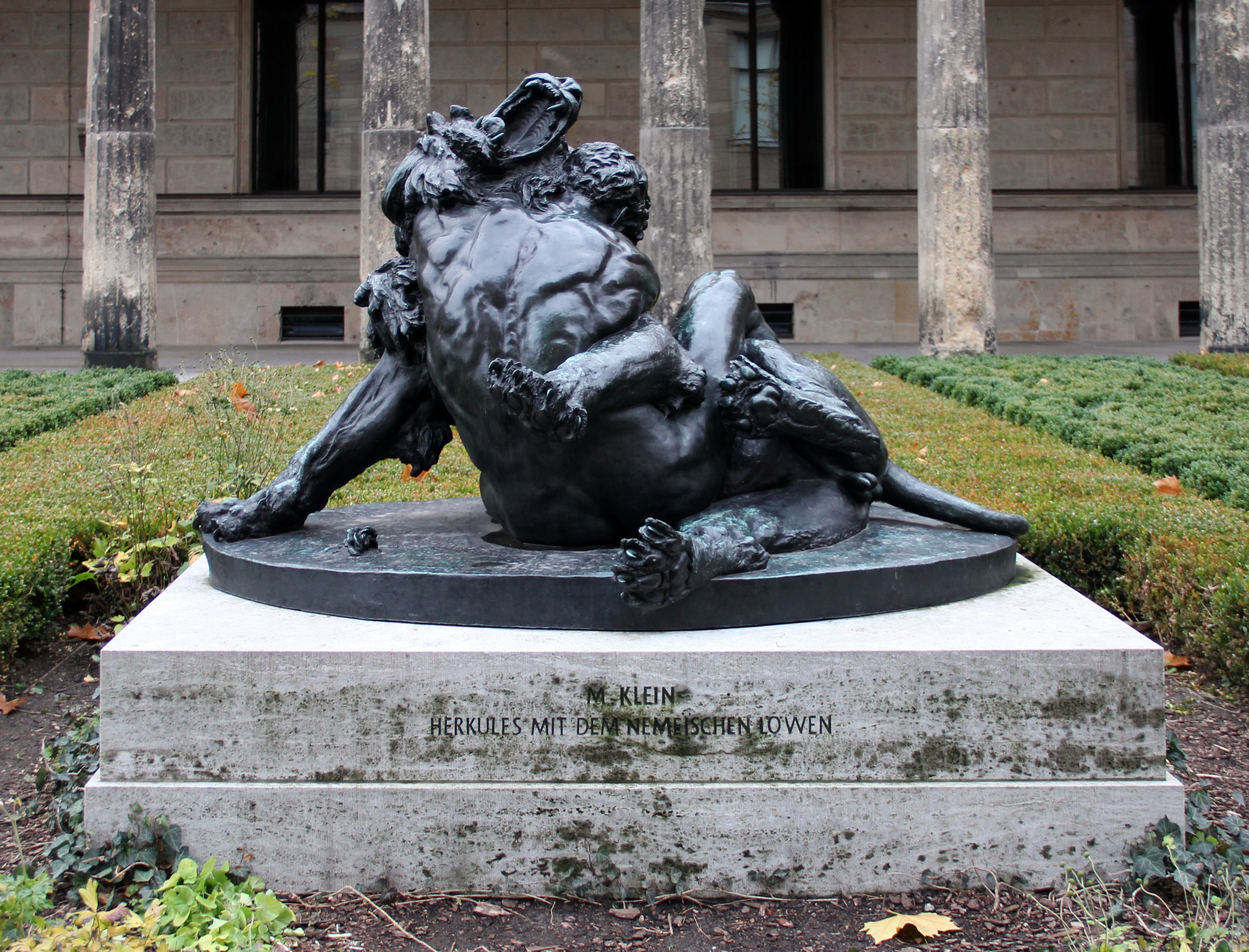
Herkules mit dem Nemëischen Löwen, 1879, Bodestraße 1–3, Berlin-Mitte
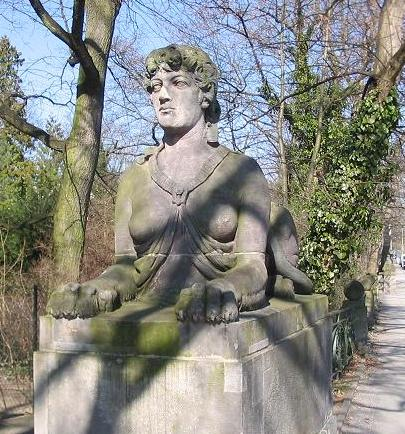
Sphings an der Bismarckbrücke in Berlin-Grunewald, 1897
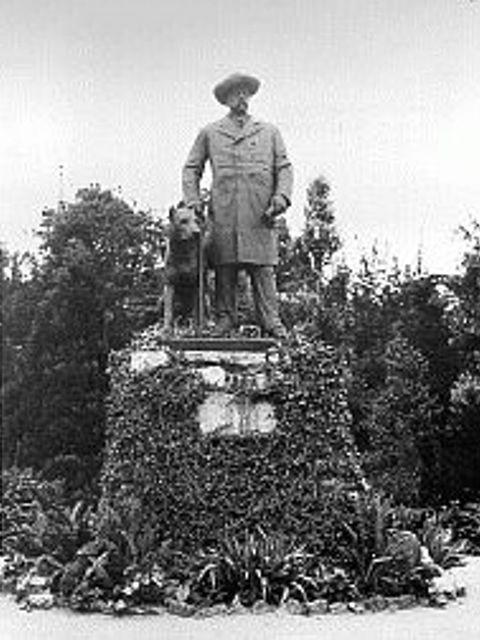
Bismarckdenkmal in Berlin-Grunewald, 1897. Aufnahme um 1900 mit dem im Zweiten Weltkrieg eingeschmolzenen Original, das 1996 durch eine Nachschöpfung von Harald Haacke ersetzt wurde.
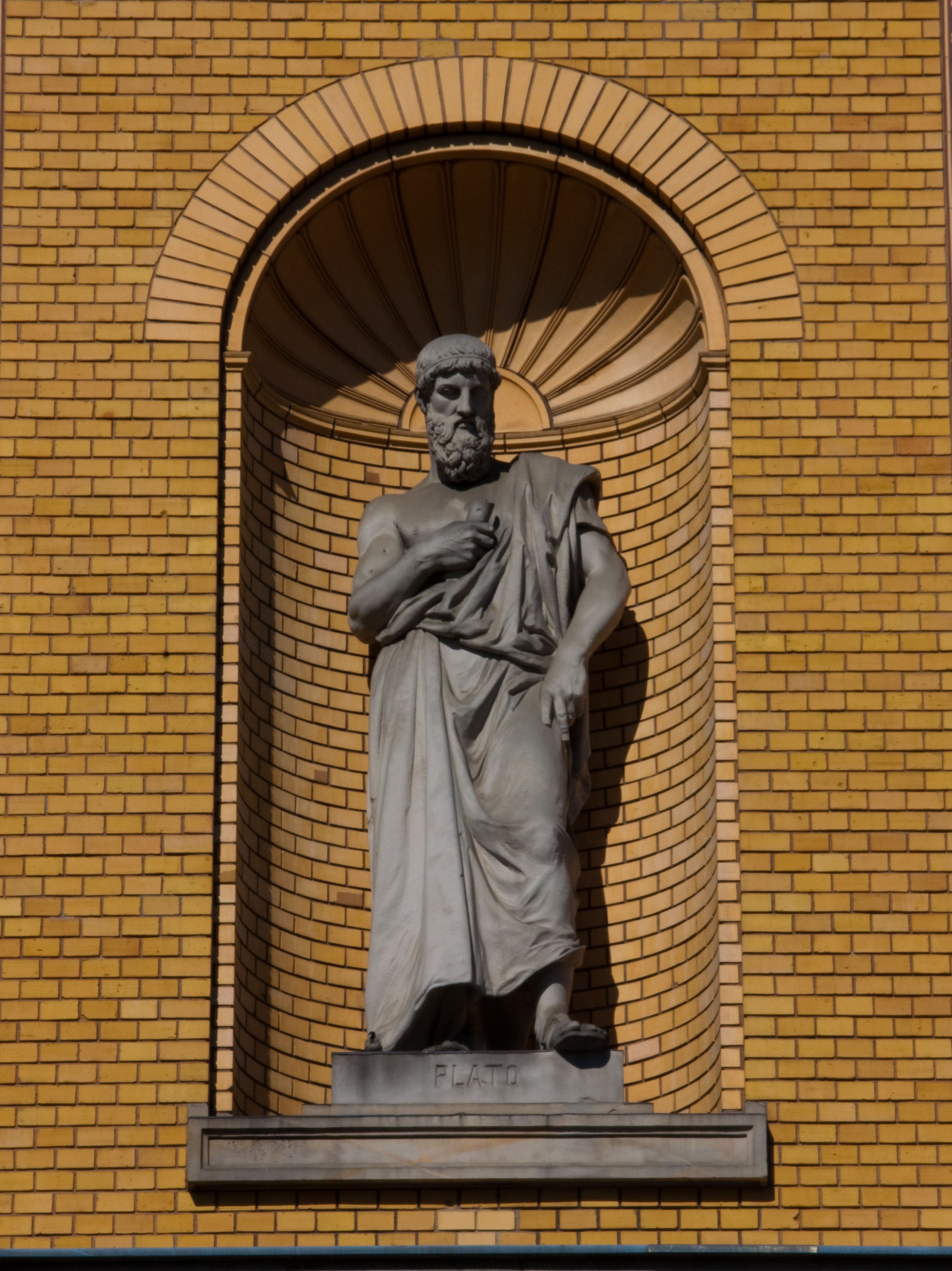
Nischenfigur Plato am Joachimsthalschen Gymnasium in Berlin, 1881